# Diphasiastrum fawcettii
Diphasiastrum fawcettii là một loài thực vật có mạch trong Họ Thạch tùng. Loài này được (F.E. Lloyd & Underw.) Holub mô tả khoa học đầu tiên năm 1975.